# Biathlon-Weltmeisterschaften 1976
In Jahren, in denen Olympische Winterspiele abgehalten werden, gibt es eigentlich keine eigenen Biathlon-Weltmeisterschaften. Nur in Wettbewerben, die nicht zum olympischen Programm zählen, werden in diesen Jahren Biathlon-Weltmeister gekürt. Die Olympiasieger im Biathlon zählen nicht als Weltmeister.
Der Weltmeister im Sprint über 10 km wurde 1976 in Antholz in Südtirol (Italien) ermittelt. Der Einzelwettkampf über 20 km und der Staffellauf waren im offiziellen Programm für die Olympischen Winterspiele 1976 in Innsbruck, während der bei den Weltmeisterschaften im Vorjahr eingeführte Sprint bei den Olympischen Spielen erst 1980 ins Wettbewerbsangebot aufgenommen wurde.

## Männer

### Sprint 10 km
| Platz | Sportler            | Zeit (min) | Schießfehler |
| ----- | ------------------- | ---------- | ------------ |
| 01    | Alexander Tichonow  | 36:48,2    | 4 (1+3)      |
| 02    | Alexander Jelisarow | 36:51,5    | 1 (1+0)      |
| 03    | Nikolai Kruglow     | 37:19,9    | 2 (2+0)      |
| 04    | Heikki Ikola        | 37:54,8    | 1 (0+1)      |
| 05    | Henrik Flöjt        | 38:05,4    | 2 (0+2)      |
| 06    | Willy Bertin        | 38:12,0    | 2 (1+1)      |
| 07    | Esko Saira          | 38:26,7    | 2 (0+2)      |
| 08    | Claus Gehrke        | 38:30,4    | 2 (1+1)      |
| 09    | Tor Svendsberget    | 38:35,3    | 3 (0+3)      |
| 10    | Antonín Kříž        | 38:43,7    | 3 (3+0)      |
| 11    | Albert Mächler      | 38:46,1    | 1 (1+0)      |
|       |                     |            |              |
| 15    | Gerhard Winkler     | 39:34,6    | 4 (1+3)      |
| 16    | Hansruedi Süssli    | 39:36,3    | 2 (0+2)      |
|       |                     |            |              |
| 21    | Josef Niedermeier   | 40:03,5    | 4 (2+2)      |
|       |                     |            |              |
| 28    | Franz Weber         | 40:34,5    | 4 (1+3)      |
| 29    | Alfred Eder         | 40:35,3    | 2 (0+2)      |
|       |                     |            |              |
| 33    | Josef Keck          | 41:10,2    | 6 (3+3)      |
|       |                     |            |              |
| 39    | Andreas Galli       | 41:56,4    | 5 (1+4)      |
|       |                     |            |              |
| 51    | Arthur Schnüriger   | 43:41,2    | 5 (2+3)      |
| 52    | Klaus Farbmacher    | 43:45,7    | 5 (2+3)      |
| 53    | Josef Hones         | 45:09,4    | 8 (4+4)      |
| …     |                     |            |              |

Datum: 31. Januar

## Medaillenspiegel
| Platz | Nation      | Gold | Silber | Bronze | Gesamt |
| ----- | ----------- | ---- | ------ | ------ | ------ |
| 1     | Sowjetunion | 1    | 1      | 1      | 3      |

| Platz | Sportler            | Gold | Silber | Bronze | Gesamt |
| ----- | ------------------- | ---- | ------ | ------ | ------ |
| 1     | Alexander Tichonow  | 1    | 0      | 0      | 1      |
| 2     | Alexander Jelisarow | 0    | 1      | 0      | 1      |
| 3     | Nikolai Kruglow     | 0    | 0      | 1      | 1      |